# Hysterostomella chaetocarpi
Hysterostomella chaetocarpi är en svampart som beskrevs av Hansf. 1957. Hysterostomella chaetocarpi ingår i släktet Hysterostomella och familjen Parmulariaceae.   Inga underarter finns listade i Catalogue of Life.